# Etiópia az 1968. évi nyári olimpiai játékokon
Etiópia a mexikói Mexikóvárosban megrendezett 1968. évi nyári olimpiai játékok egyik részt vevő nemzete volt. Az országot az olimpián 3 sportágban 18 sportoló képviselte, akik összesen 2 érmet szereztek.

## Érmesek
| Érem  | Versenyző  | Sportág  | Versenyszám    |
| ----- | ---------- | -------- | -------------- |
| Arany | Mamo Wolde | Atlétika | Férfi maraton  |
| Ezüst | Mamo Wolde | Atlétika | Férfi 10 000 m |

## Atlétika
Férfi
| Versenyző            | Versenyszám    | Előfutam | Előfutam | Előfutam | Negyeddöntő | Negyeddöntő | Negyeddöntő | Elődöntő | Elődöntő | Elődöntő | Döntő            | Döntő            |
| Versenyző            | Versenyszám    | Idő      | Hely.    | Össz.    | Idő         | Hely.       | Össz.       | Idő      | Hely.    | Össz.    | Idő              | Helyezés         |
| -------------------- | -------------- | -------- | -------- | -------- | ----------- | ----------- | ----------- | -------- | -------- | -------- | ---------------- | ---------------- |
| Tegegne Bezabeh      | 400 m          | 45,60    | 2.       | 4.       | 46,02       | 3.          | 12.         | 45,60    | 4.       | 8.       | 45,42            | 6.               |
| Mamo Sebsibe         | 800 m          | 1:49,75  | 5.       | 22.      |             |             |             | kiesett  | kiesett  | kiesett  | kiesett          | kiesett          |
| Matias Habtemichael  | 800 m          | 1:49,63  | 3.       | 21.      |             |             |             | kiesett  | kiesett  | kiesett  | kiesett          | kiesett          |
| Matias Habtemichael  | 1500 m         | 3:53,27  | 6.       | 25.      |             |             |             | kiesett  | kiesett  | kiesett  | kiesett          | kiesett          |
| Fikru Deguefu        | 5000 m         | 14:21,66 | 5.       | 7.       |             |             |             |          |          |          | 14:18,98         | 8.               |
| Fikru Deguefu        | 10 000 m       |          |          |          |             |             |             |          |          |          | 30:19,4          | 14.              |
| Wohib Masresha       | 10 000 m       |          |          |          |             |             |             |          |          |          | 29:57,0          | 8.               |
| Wohib Masresha       | 5000 m         | 14:26,99 | 3.       | 9.       |             |             |             |          |          |          | 14:17,70         | 6.               |
| Mamo Wolde           | 5000 m         | 14:29,85 | 3.       | 12.      |             |             |             |          |          |          | nem állt rajthoz | nem állt rajthoz |
| Mamo Wolde           | 10 000 m       |          |          |          |             |             |             |          |          |          | 29:27,75         |                  |
| Mamo Wolde           | Maraton        |          |          |          |             |             |             |          |          |          | 2:20:26          |                  |
| Abebe Bikila         | Maraton        |          |          |          |             |             |             |          |          |          | nem ért célba    | nem ért célba    |
| Gabrou Merawi        | Maraton        |          |          |          |             |             |             |          |          |          | 2:27:16          | 6.               |
| Tadesse Wolde-Medhin | 3000 m akadály | 9:13,24  | 7.       | 16.      |             |             |             |          |          |          | kiesett          | kiesett          |

## Kerékpározás

### Országúti kerékpározás
| Versenyző                                                             | Versenyszám     | Idő              | Helyezés      |
| --------------------------------------------------------------------- | --------------- | ---------------- | ------------- |
| Yemane Negassi                                                        | Mezőnyverseny   | nem ért célba    | nem ért célba |
| Mehari Okubamicael                                                    | Mezőnyverseny   | nem ért célba    | nem ért célba |
| Mikael Saglimbeni                                                     | Mezőnyverseny   | nem ért célba    | nem ért célba |
| Tekeste Woldu                                                         | Mezőnyverseny   | 5:05:12 (+23:47) | 53.           |
| Fisihasion Ghebreyesus Yemane Negassi Mikael Saglimbeni Tekeste Woldu | Csapat időfutam | 2:30:36 (+22:47) | 26.           |

### Pálya-kerékpározás
Üldözőversenyek
| Versenyző          | Versenyszám  | Selejtező        | Selejtező        | Nyolcaddöntő | Nyolcaddöntő | Nyolcaddöntő | Elődöntő     | Elődöntő  | Elődöntő | Döntő        | Döntő     | Helyezés    |
| Versenyző          | Versenyszám  | Idő              | Hely.            | Ellenfél Idő | Saját idő    | Hely.        | Ellenfél Idő | Saját idő | Hely.    | Ellenfél Idő | Saját idő | Helyezés    |
| ------------------ | ------------ | ---------------- | ---------------- | ------------ | ------------ | ------------ | ------------ | --------- | -------- | ------------ | --------- | ----------- |
| Mehari Okubamicael | Férfi egyéni | nem állt rajthoz | nem állt rajthoz | kiesett      | kiesett      | kiesett      | kiesett      | kiesett   | kiesett  | kiesett      | kiesett   | helyezetlen |

## Ökölvívás
| Versenyző            | Versenyszám   | Selejtező         | 32-es főtábla                 | Nyolcaddöntő      | Negyeddöntő       | Elődöntő          | Döntő             | Helyezés |
| Versenyző            | Versenyszám   | Ellenfél Eredmény | Ellenfél Eredmény             | Ellenfél Eredmény | Ellenfél Eredmény | Ellenfél Eredmény | Ellenfél Eredmény | Helyezés |
| -------------------- | ------------- | ----------------- | ----------------------------- | ----------------- | ----------------- | ----------------- | ----------------- | -------- |
| Fantahun Seifu       | Pehelysúly    |                   | Teogenes Pelegrino (PHI) · KO | kiesett           | kiesett           | kiesett           | kiesett           | 17.      |
| Bayu Ayele           | Könnyűsúly    | erőnyerő          | Stoyan Pilichev (BUL) · 0-5   | kiesett           | kiesett           | kiesett           | kiesett           | 17.      |
| Tadesse Gebregiorgis | Váltósúly     | erőnyerő          | Expedito Alencar (BRA) · RSC  | kiesett           | kiesett           | kiesett           | kiesett           | 17.      |
| Bekele Alemu         | Nagyváltósúly |                   | Eric Blake (GBR) · RSC        | kiesett           | kiesett           | kiesett           | kiesett           | 17.      |